# Beroroha
Beroroha är en ort i Madagaskar.   Den ligger i regionen Atsimo-Andrefana, i den sydvästra delen av landet, 400 km sydväst om huvudstaden Antananarivo. Beroroha ligger 205 meter över havet och antalet invånare är 18 632.
Terrängen runt Beroroha är platt, och sluttar söderut. Runt Beroroha är det mycket glesbefolkat, med 7 invånare per kvadratkilometer. Det finns inga andra samhällen i närheten. Omgivningarna runt Beroroha är huvudsakligen savann.